# Jim Fox (Eishockeyspieler)
James Charles „Jim“ Fox (* 18. Mai 1960 in Coniston, Ontario) ist ein ehemaliger kanadischer Eishockeyspieler, -funktionär und Sportkommentator, der im Verlauf seiner aktiven Karriere zwischen 1975 und 1989 unter anderem 600 Spiele für die Los Angeles Kings in der National Hockey League (NHL) auf der Position des rechten Flügelstürmers bestritten hat. Seinen größten Karriereerfolg feierte Fox, der im Anschluss an seine aktive Karriere lange als Sportkommentator arbeitete, im Trikot der kanadischen Nationalmannschaft mit dem Gewinn der Bronzemedaille bei der Weltmeisterschaft 1986.

## Karriere
Fox spielte während seiner Juniorenzeit zunächst zwischen 1975 und 1977 in der Ontario Provincial Junior A Hockey League (OPJHL) bei den North Bay Trappers. Währenddessen kam er in der Saison 1975/76 auch erstmals in der Ontario Major Junior Hockey League (OMJHL) für die Sudbury Wolves zu Einsätzen. Mit Beginn der Spielzeit 1977/78 stand der rechte Flügelstürmer schließlich bei den Ottawa 67’s in der OMJHL auf dem Eis und gehörte in den folgenden drei Jahren, die überaus erfolgreich für ihn waren, zu deren Kader. Bereits in seiner Rookiesaison sammelte er 127 Scorerpunkte und wurde ins Third All-Star Team der Liga berufen. Im folgenden Jahr ließ er 108 Punkte folgen, ehe er in seiner dritten und letzten Saison 166 Punkte anhäufte. Damit war er in diesem Spieljahr Topscorer der Liga und erhielt dafür die Eddie Powers Memorial Trophy. Als punktbester rechter Flügelangreifer erhielt er ebenso die Jim Mahon Memorial Trophy. Zudem wurde der fast 20-Jährige mit der Red Tilson Trophy als Most Valuable Player bedacht und ins First All-Star Team der OMJHL berufen. Seine Leistungen führten schließlich dazu, dass er im NHL Entry Draft 1980 bereits an der zehnten Gesamtposition von den Los Angeles Kings aus der National Hockey League (NHL) ausgewählt wurde.
Bereits in der Folgesaison gehörte Fox zum Kader der Los Angeles Kings und absolvierte 71 Partien, in denen er 42-mal punktete. In den folgenden vier Spielzeiten steigerte der Kanadier seine Punktausbeute kontinuierlich auf zweimal 68, 72 und schließlich 86 Punkte in der Saison 1984/85. In drei der vier Jahre erzielte er dabei 30 oder mehr Treffer. Ab dem Spieljahr 1985/86 zwangen Fox zahlreiche Verletzungen immer wieder dazu, dass er Spiele verpasste. So kam er in der Saison 1985/86 aufgrund einer Rücken- und Hüftverletzung nur zu 39 Einsätzen. Auch in den folgenden beiden Jahren punktete Fox zwar regelmäßig, konnte aber nicht sein bestes NHL-Jahr anknüpfen. Durch eine schwerwiegende Knieverletzung verpasste Fox den Schluss der Saison 1987/88, den Großteil der Stanley-Cup-Playoffs 1988 sowie die gesamte Spielzeit 1988/89. Die Verletzung hatte drei Operationen zur Folge. Zur Saison 1989/90 kehrte der Stürmer schließlich in den Kader der Kings zurück. Allerdings wurde er nach elf Einsätzen im November 1989 auf die Waiver-Liste gesetzt. Drei Tage später beendete er Ende November aufgrund chronischer Knieprobleme seine aktive Karriere.
In der Folge blieb Fox den Los Angeles Kings treu, da er nach seinem Karriereende zum Director of Community and Player Relations ernannt wurde. Den Posten hatte er bereits während seiner Rekonvaleszenz in der Saison 1988/89 bekleidet. Schließlich blieb er bis 1994 in dieser Position und nach einem Postenwechsel bis 1996 in Diensten des Klubs. Bereits seit Beginn der Saison 1990/91 hatte er als Analyst die Spiele der Los Angeles Kings im Fernsehen kommentiert. In dieser Funktion war er bis zum Ende des Spieljahres 2006/07 tätig. Darüber hinaus hatte er im Jahr 1999 einen Cameo-Auftritt im Film „Mystery – New York: Ein Spiel um die Ehre“.

### International
Auf internationaler Ebene vertrat Fox sein Heimatland Kanada mit der U20-Nationalmannschaft bei der Junioren-Weltmeisterschaft 1980 in der finnischen Landeshauptstadt Helsinki und mit der A-Nationalmannschaft bei der Weltmeisterschaft 1986 in Moskau. Dabei gewann der Stürmer im Jahr 1986 die Bronzemedaille mit der Landesauswahl. Zum Medaillengewinn steuerte er in zehn Turnierspielen fünf Scorerpunkte bei. Bei der Junioren-Weltmeisterschaft 1980 verpassten die Kanadier mit dem fünften Platz einen Medaillengewinn.

## Erfolge und Auszeichnungen
| - 1978 OMJHL Third All-Star Team - 1980 Eddie Powers Memorial Trophy - 1980 Jim Mahon Memorial Trophy | - 1980 Red Tilson Trophy - 1980 OMJHL First All-Star Team |

### International
- 1986 Bronzemedaille bei der Weltmeisterschaft

## Karrierestatistik

### International
Vertrat Kanada bei:
- Junioren-Weltmeisterschaft 1980
- Weltmeisterschaft 1986

(Legende zur Spielerstatistik: Sp oder GP = absolvierte Spiele; T oder G = erzielte Tore; V oder A = erzielte Assists; Pkt oder Pts = erzielte Scorerpunkte; SM oder PIM = erhaltene Strafminuten; +/− = Plus/Minus-Bilanz; PP = erzielte Überzahltore; SH = erzielte Unterzahltore; GW = erzielte Siegtore; 1 Play-downs/Relegation; Kursiv: Statistik nicht vollständig)